# David Chalmers
David John Chalmers (sinh ngày 20 tháng 4 năm 1966) là một triết gia Australia chuyên về lĩnh vực triết học tinh thần và triết học ngôn ngữ, người mà các công trình gần đây liên quan tới các tranh luận miệng. Ông là Giáo sư triết học và Giám đốc Trung tâm nhận thức ở Đại học Quốc gia Australia. Ông cũng là giáo sư thỉnh giảng triết học ở Đại học New York.